# Richard Goulding
Richard Goulding (* 1981 in Shropshire) ist ein britischer Schauspieler.
Er ist bekannt dafür, Prince Harry sowohl am Theater als auch im Fernsehen gespielt zu haben.

## Leben und Karriere
Goulding wuchs im County Shropshire auf und besuchte dort die Shrewsbury School, ein Jungeninternat, wo sein Vater Schulleiter war. Er lernte Schauspiel an der Guildhall School of Music and Drama, von der er frühzeitig graduierte. In seinem dritten Jahr dort spielte er den Prospero in Shakespeares Sturm in einer Schulproduktion, die Teil des Complete-Works-Festivals der Royal Shakespeare Company in Stratford-upon-Avon wurde. Dort wurde er von Sam Jones, dem Casting-Direktor der RSC, entdeckt und zu Vorsprechen eingeladen. Vier Monate darauf spielte er sein professionelles Debüt 2007 für die RSC in König Lear und als Konstantin in Die Möwe, beide mit Ian McKellen und von Trevor Nunn inszeniert. 2008 erhielt er in der Weltpremiere des Stücks An English Tragedy von Ronald Harwood die Hauptrolle des britischen Faschisten John Amery.
2010 war er in der Originalbesetzung des Stücks Posh von Laura Wade sowie 2012 in der Produktion am West End. In King Charles III., einem alternativgeschichtlichen Stück einer fiktionale Zukunft über (damals noch Prinz) Charles III. als König, spielte er von 2014 an Prince Harry. Die Produktion ging vom Almeida Theatre and den West End und an den Broadway. Goulding war als Nebendarsteller am West End für einen Laurence Olivier Award und am Broadway für einen Tony Award nominiert. Schließlich wurde das Stück durch denselben Regisseur und mit einem Großteil derselben Besetzung als Fernsehfilm verfilmt.
Während der Spielzeit am West End wurde er für die Serie The Windsors, eine Satire über die britische Königsfamilie, zuerst für einen Trailer als Prince Harry eingesetzt und dann auch für die Serie in der Rolle besetzt. Er spielte die Rolle für zwei Staffeln, aber musste für die dritte wegen anderer Engagements ersetzt werden. Im Anschluss spielte er etwa 2020 in den Serien The Crown und Belgravia.
Goulding ist verheiratet und hat eine Tochter; die Familie lebt in Battersea (London).

## Theaterauftritte (Auswahl)
- 2007: King Lear (Royal Shakespeare Company)
- 2007: The Seagull (RSC)
- 2008: An English Tragedy
- 2009: The Elephant in the Room
- 2010, 2012: Posh (West End)
- 2011: There Is A War (Royal National Theatre)
- 2011: Edgar And Annabel (RNT)
- 2011: Good
- 2012: The Way of the World
- 2012: A Soldier and A Maker
- 2013: King Lear
- 2013: Candide (RSC)
- 2013: Titus Andronicus (RSC)
- 2013: A Mad World, My Masters (RSC)
- 2014–2016: King Charles III (West End und Broadway)
- 2016: They Drink It in the Congo
- 2017: St. George and the Dragon (RNT)
- 2022: Scandaltown

## Filmografie
- 2009–2010: M.I. High (Fernsehserie, 2 Episoden)
- 2010: Foyle’s War (Fernsehserie, 1 Episode)
- 2011: Doctors (Fernsehserie, 1 Episode)
- 2011: Die Eiserne Lady (The Iron Lady)
- 2014: Ripper Street (Fernsehserie, 4 Episoden)
- 2016: Fresh Meat (Fernsehserie, 4 Episoden)
- 2016: Ein ganzes halbes Jahr (Me Before You)
- 2016–2018, 2023: The Windsors (Fernsehserie, 15 Episoden)
- 2017: King Charles III (Fernsehfilm)
- 2019: Brexit – Chronik eines Abschieds (Brexit: The Uncivil War, Fernsehfilm)
- 2019: Verräter (Fernsehserie, 4 Episoden)
- 2020: White House Farm Murders (White House Farm, Miniserie, 4 Episoden)
- 2020: Belgravia – Zeit des Schicksals (Belgravia, Fernsehserie, 6 Episoden)
- 2020: The Crown (Fernsehserie, 5 Episoden)
- 2021: Benediction
- 2021: A Very British Scandal (Miniserie, 2 Episoden)
- 2023: Dalgliesh (Fernsehserie, 2 Episoden)
- 2023: Kleine schmutzige Briefe (Wicked Little Letters)
- 2024: Belgravia: The Next Chapter (Fernsehserie, 3 Episoden)
- 2024: Scoop – Ein royales Interview (Scoop)
- 2024: Grantchester (Fernsehserie, 1 Episode)

## Auszeichnungen und Nominierungen
Theater
- Laurence Olivier Awards 2015: Nominierung als Bester Nebendarsteller für King Charles III
- Tony Awards 2016: Nominierung als Bester Nebendarsteller für King Charles III